# Stadion SRC Slavija
Stadion SRC Slavija – stadion piłkarski w Sarajewie Wschodnim, w Bośni i Hercegowinie. Został otwarty w 1996 roku. Może pomieścić 6000 widzów. Swoje spotkania rozgrywają na nim piłkarze klubu FK Slavija Sarajewo.